# Encéphalite de Saint-Louis
Pour les articles homonymes, voir Saint-Louis.
 Mise en garde médicale
L'encéphalite de Saint-Louis est une maladie causée par un virus transmis à l'homme par un moustique. Ce virus, un arbovirus de la famille des Flaviviridae, est proche de celui de l'encéphalite japonaise. La maladie touche principalement les États-Unis mais peut causer des cas occasionnels au Canada et au Mexique.
Des moustiques, du genre Culex, s'infectent en se nourrissant de sang d'oiseaux contaminés. Les moustiques infectés transmettent alors le virus de l'encéphalite de Saint-Louis aux humains et aux animaux durant le repas de sang. Le virus de l'encéphalite de Saint-Louis se développe à la fois dans les moustiques infectés et dans les oiseaux, mais ne rend malade aucun de ceux-ci. Une fois qu'un humain a été infecté avec le virus, celui-ci ne peut pas être transmissible de cet individu aux autres humains.
La majorité des infections se traduisent par des maladies légères, incluant fièvres et maux de tête. Lorsque l'infection est plus sévère la personne peut présenter les symptômes suivants : céphalées, de fortes fièvres, raideur cervicale, stupeur, désorientation, coma, tremblements, convulsions occasionnelle et paralysie spastique. Le taux de mortalité va de 3 à 30 %, les personnes âgées courent plus de risque à cet égard.

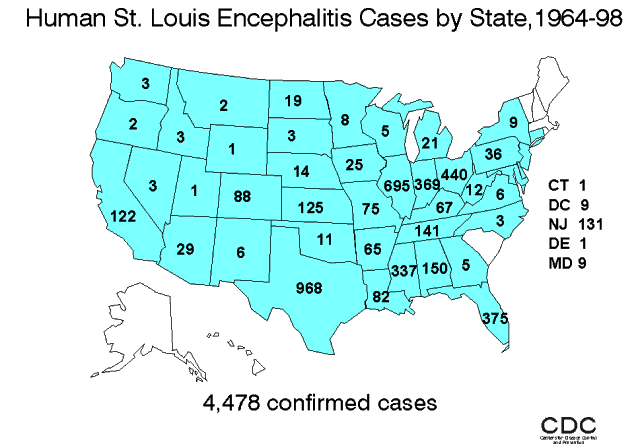
Incidence du virus de Saint-Louis aux États-Unis, 1964-1998

Aux États-Unis, une moyenne de 128 cas d'encéphalite de Saint-Louis est enregistrée annuellement. Dans les zones au climat tempéré, l'encéphalite de Saint-Louis se produit à la fin de l'été ou au début de l'automne. Dans les États du Sud où le climat est plus doux, cette encéphalite peut survenir tout au long de l'année. La distribution du virus est suivie en utilisant les moineaux comme espèce-sentinelle.
Il n'y a pas de vaccin ni d'autres traitements spécifiques au virus de l'encéphalite de Saint-Louis.